# Jully Black
Jully Black, pseudonimo di Jullyann Inderia Gordon (Toronto, 8 novembre 1977), è una cantante canadese.

## Biografia
Figlia d'immigrati giamaicani, Jully Black si è fatta conoscere dal pubblico canadese a partire dalla seconda metà degli anni '90. Il suo album di debutto, This Is Me, è uscito nel 2005, ma ha ottenuto maggiore successo commerciale con il suo secondo album del 2007, Revival, che ha raggiunto la 19ª posizione della classifica Billboard Canadian Albums e che è stato certificato disco d'oro dalla Music Canada con oltre 40 000 copie vendute a livello nazionale. Il primo singolo estratto dall'album, Seven Day Fool, ha scalato la Billboard Canadian Hot 100 fino a raggiungere il 9º posto, regalando il suo miglior piazzamento in classifica. Nel 2009 il suo terzo album The Black Book è stato anticipato dal singolo Running, che ha raggiunto il 40º posto nella classifica canadese.
Oltre alla carriera di cantante, Jully Black è anche un noto personaggio televisivo in Canada. Nel 2008 ha condotto la sesta edizione del talent show Canadian Idol e l'edizione annuale dei Canadian Radio Music Awards. Ha inoltre presentato il programma d'informazione e intrattenimento etalk, e ha diretto una rubrica del Marilyn Denis Show su CTV.

## Discografia

### Album in studio
- 2005 – This Is Me
- 2007 – Revival
- 2009 – The Black Book

### Mixtape
- 2012 – Dropping W(8)

### Singoli
- 1998 – Rally'n (con Saukrates)
- 2000 – Say No More
- 2002 – Between Me and U (feat. Saukrates)
- 2005 – Stay the Night'
- 2005 – Sweat of Your Brow (feat. Demarco)
- 2005 – 5× Love/Material Things (feat. Nas)
- 2006 – I Travelled
- 2006 – Gotta Let You Know (Scream)
- 2007 – Seven Day Fool
- 2007 – DJ Play My Song
- 2008 – Until I Say
- 2008 – Queen
- 2009 – Running
- 2010 – Need You
- 2010 – Can U Feel It?
- 2010 – Pushin'
- 2011 – Set It Off (feat. Kardinal Offishall
- 2012 – Fugitive
- 2014 – Here 2 Love U
- 2015 – Fever
- 2019 – Follow Your Love
- 2020 – Mi No Fraid

#### Come artista ospite
- 2003 – Situations (Bravehearts feat. Nas & Jully Black)